# Rhizoprionodon taylori
El cazón picudo australiano (Rhizoprionodon taylori) es un carcarriniforme de la familia Carcharhinidae, que habita en las aguas tropicales del océano Pacífico occidental cerca de Papúa Nueva Guinea y el norte de Australia entre las latitudes 8° N y 28° S, desde la superficie hasta los 110 m de profundidad. Su longitud máxima es de 70 cm.